# Dolmen de Peyrelevade (Brantôme)
Pour les articles homonymes, voir Peyrelevade et Pierre levée.
Le dolmen de Peyrelevade, appelé aussi de la Pierre levée ou dolmen du Camp-de-César, est situé à Brantôme dans le département français de la Dordogne.
Il fait l'objet d'une protection au titre des monuments historiques.

## Localisation
Le dolmen de Peyrelevade est situé dans la moitié nord du département de la Dordogne, en limites du Ribéracois et du Périgord central, à l'est du bourg de Brantôme, à une cinquantaine de mètres au nord de la route départementale 78.

## Historique
Signalé dès 1818 par l'archéologue François Jouannet, l'édifice est classé au titre des monuments historiques en 1889. Il fit l'objet de nombreuses cartes postales au début du XXe siècle. Selon Alain Beyneix, « c'est assurément le monument mégalithique le plus connu de Dordogne ».

## Description
Datant du Néolithique, le dolmen a été remanié et consolidé à la fin du XIXe siècle par l'ajout d'un pilier de soutènement. La chambre sépulcrale est très haute (2,50 m). Elle est recouverte d'une monumentale table de couverture en grès (5 m de long sur 2,90 m de large et 1,40 m d'épaisseur) qui repose sur trois orthostates qui ont été soigneusement bouchardés. Il s'agit probablement d'un dolmen de type angoumoisin.
Aucun mobilier archéologique connu ne lui est associé.